# Huajicori
Huajicori är en ort i Mexiko.   Den ligger i kommunen Huajicori och delstaten Nayarit, i den centrala delen av landet, 700 km nordväst om huvudstaden Mexico City. Huajicori ligger 73 meter över havet och antalet invånare är 3 004.
Terrängen runt Huajicori är kuperad åt nordost, men åt sydväst är den platt. Runt Huajicori är det glesbefolkat, med 9 invånare per kvadratkilometer. Närmaste större samhälle är Acaponeta, 16,5 km söder om Huajicori. I omgivningarna runt Huajicori växer i huvudsak lövfällande lövskog.